# Denzel Washington
Denzel Hayes Washington Jr. (Mount Vernon, 28. prosinca 1954.), američki filmski glumac, redatelj i producent.
U dugogodišnjoj filmskoj karijeri postigao je gotovo sve. Od Oscara za najbolju sporednu ulogu u filmu "Rat za slavu" (Glory) 1989. godine, drugih nagrada, pa do onih manje laskavih, poput izbora magazina "People" koji ga je smjestio među 50 najljepših ljudi na svijetu. 
Zanimljivo je da nije želio postati glumac nego novinar, ali je dramska grupa na koledžu učinila da na kraju diplomira glumu. Oženjen je glumicom Paulette Pearson s kojom ima četvero djece. Jednom od sinova je dao ime Malcolm, po velikom afroameričkom vođi Malcolmu X.

## Život
Denzel Washington rođen je 28 prosinca 1954., u mjestu Mount Vermon, savezna država New York. Njegov otac Dillwyn Denzel WAshington, svećenik, radio je od jutra do sutra, a majka Lennis bla je vlasnica frizerskog salona, pa ih je sve troje djece (starija kći Lorice, Denzel i mlađi brat David) viđalo tek po sat-dva dnevno, nakon što bi kasno uvečer dolazili kući.
- Iako sam kao posve malo dijete bio željan roditelja, koji su radili koliko god su mogli, djetinjstva se sjećam kao sretnog razdoblja - priznaje Washington. No, kad su se otac i majka rastali, bilo mu je 14 godina i vrlo je teško podnio raspad obitelji. Bio je frustriran i razapet između oca i majke, buntovan, pa čak i divlji. Shvativši da ga takav stav lako može odvesti na stranputicu, okrenuo se udruzi Boys and Girls Clubs of America (Američki klubovi za dječake i djevojčice), koja je osnovala klubove za druženje, učenje i igranje za djecu diljem SAD-a. Ondje je našao pravo psihološko utočište.
- Ta je udruga bila moja prva ruka koja me vodila. Majka je radila toliko mnogo da sam je jedva viđao, a susreti s ocem bivali su sve rjeđi, pa sam svu snagu crpio iz kluba koji su vodili prekrasni ljudi i kojima danas, posredno, dugujem sve što sam postigao - priznaje Washington.
Da to nije samo teatralna izjava nebrojeno je puta dokazao svojim djelima: već dva desetljeća podupire udrugu koja ima ogranke u svim dijelovima SAD-a, a posljednjih je godina i njihov glasnogovornik na nacionalnoj razini. Boys and Girls Club potiče članove na obrazovanje i nastoji svojim mladini sljedbenicima ukazati kako svatko od njih ima šansu, pod uvjetom da svoje dječje snove, ma o kakvom se cilju radilo, ostvaruju građenjem samopouzdanja, učenjem i predanim radom.

### Obrazovanje i prvi glumački poslovi
- U dobi kad sam trebao odlučiti čime ću se baviti jednoga dana, svašta mije padalo na pamet. Neko vrijeme sam želio biti liječnik, čak sam položio neke ispite iz kemije i biologije, a onda sam se predomislio i htio postati odvjetnik. No, ni to me nije dugo držalo, sve sam se više zaokupljao novinarstvom, pa sam na kraju donio odluku da upišem taj studij. Premda se nikada nisam bavio tim poslom, priznajem da mi je zvanje novinara i dalje vrlo intrigantno, a osobito se divim ljudima koji su postigli velike rezultate u istraživačkom novinarstvu - otkriva Washington.
Majka ga nije mogla financirati u daljnjem obrazovanju, ali je uspio dobiti državnu stipendiju za studij i upisao novinarstvo na Sveučilištu Fordham. Iako je bio predan u odluci da jednom postane novinar, tijekom studija otvorila su se vrata nečega o čemu uopće dotad nije razmišljao: gluma. Postao je član studentske glumačke grupe, iako je u međuvremenu diplomirao novinarstvo. Kako ga je gluma sve više privlačila, zapostavio je svoje zvanje i prvi put nastupio kao glumac 1977. u TV filmu "Wilma", a potom u vrlo popularnom TV serijalu "St. Elsewhere", koji se emitirao punih šest godina. Nakon još nekoliko sporednih uloga na filmu i u kazalištu, prvu važniju ulogu imao je u filmu "Cry Freedom" (Plači, slobodo, 1987.) Richarda Attenbourgha, u kojem je odlično utjelovio slavnog južnoafričkog borca protiv apartheida Stevea Bikoa.
- Kad glumite stvarnu osobu, imate znatno veću odgovornost, barem sam ja to tako doživio. Biko je čovjek kojem sam se iskreno divio i bilo mi je silno stalo da njegov lik što bolje približim publici - izjavio je Washington nakon stoje za tu ulogu bio nominiran za Oscara.

### Izgled
Osim što je u Hollywoodu postajao sve cjenjeniji kao glumac, Denzela Washingtona počeli su mjerkati i drugi, također brojni, a s vremenom i sve važniji sudionici filmske industrije: estetski kirurzi. Naime, u poplavi i općem trendu pronalaženja idealnog lica, tijela i općenito savršene ljepote, Denzel Washington ponio je titulu najljepšeg crnog glumca filmske prijestolnice. Stručnjaci su ustanovili da je njegovo lice, prema antropološkim standardima, najbliže savršenom muškom licu i to zbog činjenice da su mu lijeva i desna strana lica gotovo simetrične. Istu titulu među glumicama stručnjaci su između stotina prelijepih holivudskih glumica dodijelili Michelle Pfeiffer, za koju je također ustanovljeno da joj lijeva i desna strana lica imaju tek minimalna odstupanja.

### Obitelj
Denzel Washington je početkom osamdesetih godina prošloga stoljeća doživio, kako sam kaže, "najvažniji susret u životu": upoznao je svoju suprugu, Paulettu Pearson. 
- Tek kad sam upoznao Paulettu, shvatio sam smisao drevnog kineskog sustava yina i yanga. Čovjek postaje kompletno biće tek kada nađe nekoga s kim život poprima puni smisao. A ja sam imao tu sreću i imam je i danas - priznao je.
Nakon nekoliko godina stabilne veze, vjenčali su se 1983., a dvije godine kasnije par je dobio prvo dijete, sina Johna Davida. Kći Katia rodila se 1987., a blizanci Olivia i Malcolm rođeni su "neplanski, ali ništa manje dobrodošli" 1991.

### Prvi Oscar i daljnji projekti
Uz brak koji mu je, očito, nosio mnogo zadovoljstva, Denzel Washingtonje nastavio briljirati i profesionalno: u filmu "Glory" ("Slava", 1989.) Edwarda Zwicka glumio je narednika Tripa, a njegovo je ostvarenje oduševilo i publiku i kritiku; postigao je uspjeh za koji su mnogi mislili da će crnim glumcima biti nedostižan i dobio Oscara za najbolju sporednu ulogu.
- Nekoliko mjeseci nakon dodjele Oscara bio sam u trgovini i kupovao novine. Prišao mi je mladić, crnac, koji mije, vidno uzbuđen, rekao: "Gospodine Washington, hvala vam, i ne znate koliko ste mi pomogli. Gledao sam vas u kinu i shvatio da mogu nešto učiniti za sebe - evo, već nekoliko mjeseci nisam okusio niti kap alkohola. Hvala vam". Bio sam duboko ganut, a najljepše od svega bila je spoznaja kako svojim primjerom, a da toga niste ni svjesni, možete pomoći drugima. Želio sam da on, kao i mnogi drugi, postanu svjesni kako nekim svojim činom, razmišljanjem ili ponašanjem, postaju osobe koje će inspirirati još nekoga, dati mu podršku i ohrabriti ga kad treba - prisjetio se u knjizi.
Nakon što je osvojio prvog Oscara, Denzelu Washingtonu otvorila su se i ona vrata koja bi, daje nagrada akademije izostala, još nekoliko godina bila sigurno zatvorena. Počeli su ga pozivati renomirani redatelji. Spike Lee dao mu je uloge u filmovima "Još bolji blues" 1990., gdje je briljirao kao jazz-glazbenik, te u "Malcolm X" 1992., u kojem je oduševio kritiku glumeći stvarnog političara Malcolma, za što je dobio i Srebrnog medvjeda u Berlinu. Carl Franklin ga je angažirao za krimić "Vrag u plavoj haljini" 1995., Alan J. Pakula za triler "Slučaj Pelikan" 1993., Norman Jewison za dramu "Hurricane", 1999., u kojoj je briljirao u istinitoj priči o čovjeku nepravedno osuđenom za tri umorstva, što mu je donijelo Zlatni globus i još jednu nominaciju za Oscara.
Oscara za ulogu Rubina Cartera navodno[nedostaje izvor] nije dobio jer su u filmu iznesene neke netočnosti. Odbio je poljubiti bijelu partnericu Kelly Lynch, zato što je film ciljao na bijelce kao publiku, a on je smatrao da im se to ne bi svidjelo. Odbio je glumiti vlč. Kinga, jer je htio izbjeći situaciju gdje može glumiti samo jednu vrstu uloge.
No, jednom je redatelju zauvijek odbio bilo kakvu suradnju - Quentinu Tarantinu.
- U njegovim se filmovima previše upotrebljava izraz nigger (crnčuga), mnogo više nego što to potrebe filma nalažu. Iako je Tarantino odličan redatelj, nisam se s tim slagao ni onda kad je počeo snimati, a ne slažem se niti danas - objasnio je.
Kako mu je popularnost rasla, tako su Hollywoodom počele kružiti glasine o raznim vezama i avanturama koje je Washington, navodno, imao. Zanimljivo, u vrijeme kad su te priče -potkraj devedesetih - bile na vrhuncu, Denzel Washington nikada nije demantirao niti jednu od njih, štoviše, nije ih čak niti komentirao. U svojoj knjizi samo se najednom mjestu osvrnuo na sva ta prazna naklapanja:
- Potpuno mi je jasno da sam, kao javna osoba, izvrgnut povećanom zanimanju javnosti. Žao mi je samo što su neke od laži koje su o meni pisane pale u vrijeme kad su moja djeca bila mala i nisu mogla razumjeti da je to, na neki način, cijena posla kojim se bavim. No, moja supruga i ja smo im objasnili o čemu se radi, a svojim međusobnim odnosom, uvjeren sam, demantirali smo sve glasine. Oni koji su sve te priče izmišljali samo da bi podigli nakladu listova u kojima su radili, imali su mnogo teži zadatak: zaspati na večer sa svojom savješću.
Nakon 2000., Washington je u Hollywoodu imao status kakav se samo poželjeti može: publika ga je obožavala, redatelji cijenili, kritika kovala u zvijezde. No, on zbog toga nije poremetio vlastiti sustav vrijednosti, niti se pretvorio u hirovitu zvijezdu kojoj se sve prašta. Ponukan izazovom da se okuša i kao redatelj, odlično je režirao "Antwone Fisher" (2000.), u kojem je glumio i glavnu ulogu, te svima pokazao kako je kadar zabljesnuti novim dostignućima.

### Oscar za glavnu mušku ulogu
Iako ga je publika do tada naviknula gledati isključivo kao pozitivca, uglavnom u herojskim ulogama pravednika, mnogi smatraju da je najvažnija Washingtonova uloga upravo ona u kojoj je glumio korumpiranog policajca ("Training day", 2001.), što je akademija odmah i honorirala - dobio je Oscara za najbolju mušku ulogu iste godine. Bio je to Oscar koji je Washingtonu značio mnogo više nego ijednom dobitniku te prestižne nagrade; naime, do tada je u Hollywoodu samo jedan crni glumac dobio zlatni kipić kao najbolji glumac - bio je to Sidney Poitier (za ulogu u filmu "Ljiljani u polju", 1963.)
- Sidney Poitier bio je moj uzor dugi niz godina. Nastojao sam, koliko je god to bilo moguće, slijediti put kojim je on krenuo i kao što vidite, nisam zalutao: dobio sam Oscaral - rekao je Washington primajući nagradu.
Da zadovoljstvo bude veće. akademija je te godine odlučila dodijeliti počasnog Oscara za životno djelo upravo Sidneyu Poitieru, glumcu čiji životni i profesionalni put i danas predstavlja veliko nadahnuće brojnim američkim filmskim umjetnicima, osobito crncima. No, unatoč nastojanju da "samo" dostigne svojeg starijeg kolegu i veliki uzor, Washington ga je uspio i preteći: s dva dobivena Oscara, te pet nominacija, on je dosad najuspješniji tamnoputi glumac.
- Kad sam se počinjao baviti ovim poslom, činilo mi se da dobiti Oscara znači dotaknuti nebo. No, istovremeno sam znao da ne postoje nemoguće stvari. "Ni nebo nije granica", učili su nas u udruzi; zahvaljujući mentorima koji su nas tako zdušno bodrili, gradili naše samopouzdanje i osvješćivali mlade ljude da sve ono što žele, mogu postići samo ako se trude, rade i uče, mnogi su doista ostvarili svoja maštanja. Živo se sjećam Billyja Thomasa, čovjeka koji mi je bio mentor i u mnogočemu mi otvorio oči, uvjerio me da svatko od nas, pa tako i ja, ima pravo ne samo na snove nego i na njihovo ostvarenje - piše Denzel Washington u svojem književnom prvijencu.
Nakon Oscara, zvijezda Denzela Washingtona sjala je još jače, pa su filmovi koje je snimio 2003. ("Out Of Time"), 2004. ("Man On Fire", "Manchurian Candidate"), te 2006. ("Inside Man", "Deja vu") postali uspješnice s milijunskim prihodima. Astronomski honorari, koje danas dobiva po filmu, pokazali su da, doslovno, ništa nije nemoguće.
Vrijeme je učinilo svoje, biti crnac u filmskoj industriji nije više prepreka kakva je nekada bila. A načelo da "niti nebo nije granica" postalo je posve opipljivo. Istina, sva dostignuća koje je ovaj veliki glumac postigao, nisu pala s neba, no "čovjek se mora otvoriti prema svim idejama u koje duboko vjeruje jer na taj način obavi pola posla", istaknuo je u knjizi.

### Humanitarni rad
Denzel Washington se posljednjih godina posvetio onima kojima, kako neprestano ponavlja, "najviše duguje" - The Boys and the Girls Club of America. Danas je to udruga velike snage, ima više od 3700 podružnica u svih pedeset država SAD-a, a okuplja gotovo deset milijuna djece.
- Zamislite samo koja je to snaga. Moglo bi se reći da je to, brojčano, država u državi! I svake godine rastemo, postajemo važniji, veći. Danas postoje podružnice u najsiromašnijim i najbogatijim dijelovima Amerike, i to je zadivljujuće! Osnovali smo i 415 klubova u američkim vojnim bazama u SAD-u, Europi i Aziji, a nedavno je osnovan jedan čak i u zaljevu Guantanamo. Doista sam ponosan na organizaciju koja je, osnovana prije stotinu godina, počela skromno, utemeljena isključivo na entuzijazmu šačice optimista. A što je još važnije, potreba za takvom udrugom danas je mnogostruko veća nego u vrijeme kad je nastala. Nekad je bilo lakše biti dijete i imati djecu. Opasnosti kojima su djeca suvremenog svijeta izložena ne prestaju na ulici, kao nekada. Užasava me pomisao kojim su sve pogubnim utjecajima klinci danas izloženi. Pa ipak, uspijevamo podići generacije zdravih ljudi koji, uz našu pomoć, u konačnici završe na pravom putu. Priznajem, nije lako. No, trudimo se i nećemo odustati. Uvjeren sam da se moramo izdignuti iznad svijeta koji smo naslijedili i omogućiti djeci da slijede put koji im pokazuju njihovi roditelji, učitelji, treneri, uzori - piše Denzel Washington.
Tim stavovima koji su u Americi dobro poznati, Washington je priskrbio i nesvakidašnje povjerenje: 2003. revolucionarne oružane snage Kolumbije imenovale su troje ljudi iz SAD-a koje smatraju osobama iznimne vjerodostojnosti, s kojima jedino pristaju pregovarati oko tadašnje krize, uvjetovane oslobađanjem tri američka taoca. Prvi od trojice koju su naveli bio je Denzel Washington, drugi redatelj Oliver Stone, a treći redatelj Michael Moore, autor dokumentarca "Fahrenheit 9/11".
Premda su svjetonazori Denzela Washingtona pomalo atipični za glamurozni svijet Hollywooda, on ih se ustrajno drži i ne posustaje. Tako je sredinom prošle godine, s cijelom obitelji, otišao u posjet vojnoj bolnici Brook Army Medical Center u San Antoniju (Texas), gdje se liječe američki vojnici stradali u vojnim akcijama po svijetu te na zahtjevnim obukama u vrijeme priprema za ratna djelovanja.
Iako je posjet bio posve privatan, te unatoč Washingtonovu nastojanju da izbjegne publicitet, novinari su za njega saznali, pa se naveliko pisalo o velikoj donaciji koju je glumac dao nakon obilaska bolnice. Novac je, kako je kasnije sam obrazložio, dao za izgradnju smještaja za obitelji stradalih vojnika koje im dolaze u posjet.
- Vrlo sam rano shvatio da čovjek ne postaje sretniji ako živi u kući od tisuću kvadratnih metara, niti kad u garaži imate deset najskupljih modela automobila. Nemojte me pogrešno shvatiti, zadovoljan sam svojim životom i svime što sam postigao, ali mislim da pravo zadovoljstvo čovjek ima tek kad pomogne nekome tko, jednako kao i vi, ima svoje snove i nade, ali nema mogućnosti i dovoljno poticaja da ih ostvari. Zato toliko cijenim udrugu Boys and Girls Club. Iz vlastitog iskustva znam kako je svako dijete dragocjeno i kako moramo učiniti sve što možemo da im pomognemo i izvedemo ih na pravi put. Mnogo toga možemo promijeniti, a ključ leži u tome da svatko treba potražiti ruku koja ga može povesti, jednako kao što i sami moramo ispružiti svoju, kako bi nekome pomogla. Zato, samo naprijed. Usmjerite dijete na pravi put i... gledajte što će se dogoditi.

## Filmografija
| Godina | Naslov                      | Uloga                                  | Bilješke                                                                                  |
| ------ | --------------------------- | -------------------------------------- | ----------------------------------------------------------------------------------------- |
| 1981.  | Carbon Copy                 | Roger Porter                           |                                                                                           |
| 1984.  | Vojnikova priča             | Vojnik Peterson                        |                                                                                           |
| 1986.  | Hard Lessons                | George McKenna                         |                                                                                           |
| 1986.  | Moć                         | Arnold Billing                         | Nagrada Image Award za najboljeg sporednog glumca                                         |
| 1987.  | Krik za slobodom            | Steve Biko                             | Nominacija za Oscar za najboljeg sporednog glumca                                         |
| 1989.  | Moćni Quinn                 | Xavier Quinn                           |                                                                                           |
| 1989.  | Za kraljicu i domovinu      | Reuben James                           |                                                                                           |
| 1989.  | Rat za slavu                | Vojnik Trip                            | Oscar za najboljeg sporednog glumca Zlatni globus za najboljeg sporednog glumca           |
| 1990.  | Heart Condition             | Napoleon Stone                         |                                                                                           |
| 1990.  | Još bolji blues             | Bleek Gilliam                          |                                                                                           |
| 1991.  | Ricotchet                   | Nick Styles                            |                                                                                           |
| 1992.  | Mississippi Masala          | Demetrius Williams                     |                                                                                           |
| 1992.  | Malcolm X                   | Malcolm X                              | Nominacija za Oscar za najboljeg glavnog glumca                                           |
| 1993.  | Mnogo vike ni za što        | Don Pedro od Aragona                   |                                                                                           |
| 1993.  | Slučaj Pelikan              | Gray Grantham                          |                                                                                           |
| 1993.  | Philadelphia                | Joe Miller                             |                                                                                           |
| 1995.  | Grimizna plima              | Poručnik Ron Hunter                    |                                                                                           |
| 1995.  | Virtuoznost                 | Poručnik Parker Barnes                 |                                                                                           |
| 1995.  | Vrag u plavoj haljini       | Easy Rawlins                           |                                                                                           |
| 1996.  | Hrabrost ratnika            | Potpukovnik Nathaniel Serling          |                                                                                           |
| 1996.  | Propovjednikova žena        | Dudley                                 |                                                                                           |
| 1998.  | Pali anđeo                  | Detektiv John Hobbes                   |                                                                                           |
| 1998.  | Pobjednik                   | Jake Shuttlesworth                     |                                                                                           |
| 1998.  | Opsadno stanje              | Specijalni agent Anthony 'Hub' Hubbard |                                                                                           |
| 1999.  | Sakupljač kostiju           | Lincoln Rhyme                          |                                                                                           |
| 1999.  | Uragan                      | Rubin "Uragan" Carter                  | Zlatni globus za najboljeg glumca u drami Nominacija za Oscar za najboljeg glavnog glumca |
| 2000.  | Sjećanje na Titane          | Trener Herman Boone                    |                                                                                           |
| 2000.  | The Loretta Claiborne Story | On sam                                 |                                                                                           |
| 2001.  | Dan obuke                   | Detektiv Alonzo Harris                 | Oscar za najboljeg glavnog glumca                                                         |
| 2002.  | John Q                      | John Quincy Archibald                  |                                                                                           |
| 2002.  | Antwone Fisher              | Dr. Jerome Davenport                   | režija                                                                                    |
| 2003.  | Korak ispred                | Šef policije Matthias Lee Whitlock     |                                                                                           |
| 2004.  | Tjelesna straža             | John Creasy                            |                                                                                           |
| 2004.  | Mandžurijski kandidat       | Bojnik Ben Marco                       |                                                                                           |
| 2006.  | Insider                     | Detektiv Keith Frazier                 |                                                                                           |
| 2006.  | Déjà vu                     | Specijalni agent Doug Carlin           |                                                                                           |
| 2007.  | Američki gangster           | Frank Lucas                            |                                                                                           |
| 2009.  | Otmica Metroa 123           | Walter Garber                          |                                                                                           |
| 2010.  | Knjiga iskupljenja          | Eli                                    |                                                                                           |
| 2012.  | Let                         | kapetan Whip Whitaker                  |                                                                                           |
| 2012.  | Sigurna kuća                | Tobin Frost, tajni agent               |                                                                                           |

## Vanjske poveznice
- Filmografija na IMDb